# Synischiosoma argetarium
Synischiosoma argetarium är en mångfotingart som beskrevs av Carl Graf Attems 1927. Synischiosoma argetarium ingår i släktet Synischiosoma och familjen knöldubbelfotingar. Inga underarter finns listade i Catalogue of Life.